# Alma Dayer LeBaron
Alma Dayer LeBaron (15 de marzo de 1886 - 19 de febrero de 1951) fue un religioso, fundamentalista mormón que fue padre de un gran número de líderes y fundadores de iglesias en el fundamentalismo mormón.
LeBaron era generalmente conocido como 'Dayer LeBaron', y era el nieto de Benjamin F. Johnson, quien era secretario confidencial y socio empresarial de tiempo parcial de Joseph Smith, Jr., el fundador del Movimiento de los Santos de los Últimos Días.[cita requerida]
LeBaron fue miembro de la Iglesia de Jesucristo de los Santos de los Últimos Días (también conocida como iglesia SUD) hasta que fue excomulgado el 17 de febrero de 1924 por practicar la poligamia. LeBaron hizo una petición escrita para permitir regresar a la iglesia el 24 de marzo de 1934, pero falleció en 1951, sin haber sido nunca readmitido en la iglesia SUD.[cita requerida]
LeBaron pasó su infancia en Mesa, Arizona, no lejos de su abuelo Benjamin F. Johnson. Más tarde, se mudó a Colonia Juárez, Chihuahua, México, para continuar su educación, y allí conoció a su primera mujer, Bárbara Baily. Se casaron en 1904, tuvieron un hijo. Aun así, las creencias religiosas de LeBaron pronto alejaron a su mujer, quien le abandonó, llevándose a su niño y mudándose a Salt Lake City para vivir con su madre.
Volviéndose a mudar a Utah, LeBaron conoció Maude Lucinda McDonald, y los dos contrajeron matrimonio en 1910. Juntos tuvieron trece hijos, cinco chicas y ocho chicos. En 1923, Dayer conoció a Nathan Clark, quien le presentó a Onie Jones, su siguiente esposa. El año siguiente tanto él como sus 2 mujeres fueron excomulgados “por violar la conducta”. El consejo disciplinario de la iglesia SUD tuvo lugar en La Verkin, Utah, la ciudad natal de Onie Jones. En respuesta, LeBaron, sus dos mujeres y sus ocho hijos varones se mudaron de nuevo a Colonia Juárez, donde trabajó como pintor y haciendo chapuzas, y fue descrito como un “hombre” enérgico" y "trabajador". Adquirió una casa "que necesitaba reparaciones”, la reconstruyó poco a poco, mientras su familia se expandía. Onie lo reconstruyó poco a poco, conforme sus familias se expandieron. Con Onie tuvo seis hijos y, con el tiempo, se marchó con sus hijos, alejándose de LeBaron y de sus actividades fundamentalistas.[cita requerida]

## Descendencia
Los 7 hijos de LeBaron con Maude McDonald fueron: Benjamin Teasdale LeBaron, Ross Wesley LeBaron, Alma Dayer LeBaron Jr., Floren LeBaron, Verlan LeBaron, Joel F. LeBaron, Ervil LeBaron. A lo largo de los años, 7 de ellos reclamarían la vocación del sacerdocio y despachos como "The One Mighty and Strong", el Patriarcado Presidente en todo el mundo, o un despacho previamente inaudito como The Right of the Firstborn.